# Le Pont-de-Beauvoisin (Isère)
Le Pont-de-Beauvoisin (im Sprachgebrauch auch kürzer Pont-de-Beauvoisin genannt) ist eine französische Gemeinde mit 3582 Einwohnern (Stand 1. Januar 2022) im Département Isère in der Region Auvergne-Rhône-Alpes. Sie gehört zum Arrondissement La Tour-du-Pin und zum Kanton Chartreuse-Guiers.

## Geographie
Die Gemeinde liegt am linken (westlichen) Ufer des Flusses Guiers, der die Grenze bildet zwischen dem Département Isère und dem Département Savoie. Sie ist durch eine Brücke mit der gleichnamigen Gemeinde Le Pont-de-Beauvoisin im benachbarten Département Savoie verbunden (siehe auch Liste geteilter Orte).

## Bevölkerungsentwicklung
| Jahr                       | 1968 | 1975 | 1982 | 1990 | 1999 | 2006 |
| Einwohner                  | 2716 | 2796 | 2564 | 2369 | 2504 | 3053 |
| Quellen: Cassini und INSEE |      |      |      |      |      |      |

## Persönlichkeiten
- Henri Coudray SJ (* 1942), Jesuit, Missionar und Bischof von Mongo (Tschad), in Le Pont-de-Beauvoisin geboren
- Léo Bergère (* 1996), Triathlet

## Gemeindepartnerschaft
- Erbach (Odenwald), Deutschland